# Ulrich Borsdorf
Ulrich Borsdorf (2 de desembre de 1944 a Jüterborg) és un historiador alemany. Treballa com a director del Ruhr Museum de les mines de Zollverein. Anteriorment va ser el director de l'antic Ruhrlandmuseum a la ciutat d'Essen i professor d'Història a les Universitats d'Essen i Bochum. Es va especialitzar en la regió del Ruhr, la història d'Alemanya després de la Segona Guerra Mundial i els moviments socials dels segles XIX i XX. Ha coordinat diverses exposicions en espais considerats patrimoni industrial per a la Internationale Bauausstellung Emscher Park.